# 勃匐準
勃匐準（?—?，745年开始统治），是唐代罽宾国王。他的名字只能从中国史料和可能的钱币来源中得知。他的钱币的识别是推测性的。

## 中国记录
勃匐準出现在中国史书《旧唐书》中。《旧唐书》记载了6-8世纪中亚、南亚的许多王朝事件和民族学信息。罽宾名义上是中国的藩属国，属于安西都护府的一部分。据《旧唐书》记载，745年，罽宾国王拂菻罽婆向中国朝廷请求退位，让位给他的儿子勃匐準。这些事件载入中国史书《旧唐书》和《唐会要》 。
天寶四年（745年），又冊其子勃匐準為襲罽賓及烏萇國王，仍授左驍衛將軍。——《旧唐书·卷198》

## 钱币
据Kuwayama称，勃匐準的钱币对应的突厥沙希钱币，标有"Śrī Vāsudeva"，并按照萨珊王朝皇帝霍斯劳二世的钱币样式设计。这些硬币采用了霍斯劳二世（590-628年统治）在他的统治的第26、27、36、37年发行的硬币的设计。 "Vāsudeva"是他在获得乌苌国君位时采用的。

## 和Khingal的关系
阿拉伯人记载的突厥沙希统治者Khingal，可能与勃匐準相同。